# غورک علیا
غورک علیا، روستایی از توابع بخش باشت شهرستان گچساران در استان کهگیلویه و بویراحمد ایران است.

## جمعیت
این روستا در دهستان بابوئی قرار دارد و براساس سرشماری مرکز آمار ایران در سال ۱۳۸۵، جمعیت آن ۱۴۸ نفر (۲۹خانوار) بوده‌است.در این روستا امامزاده محمد(ع) که زیارتگاه مردم این خطه است قرار دارد.این روستا دارای باغستان های لیمو می باشد که از چشمه ی گوارای آب شیرین آبیاری می شوند.این روستا همچنین دارای تحصیل کرده های متعددی در دانشگاههای معتبر ایران می باشد.تقریباً همه ی مردم این روستا بویر احمدی و سادات امامزاده علی (ع) هستند.عمده ی کار مردم این روستا کشاورزی و دامپروری است.